# 謝潑德穹
謝潑德穹（英語：Shepherd Dome），是南極洲的穹丘，位於埃爾斯沃思地，處於曼特山西南面6公里的派恩島冰川北岸，根據美國海軍拍攝的空中照片繪入地圖，現時由南極條約體系管理。